# 교황 그레고리오 8세
교황 그레고리오 8세(라틴어: Gregorius PP. VIII, 이탈리아어: Papa Gregorio VIII, 1100년 ~ 1187년)는 제173대 교황(재위: 1187년 10월 21일 - 1187년 12월 17일)이다. 본명은 알베르토 디 모라(이탈리아어: Alberto di Morra)이다.

## 생애 초기
알베르토 디 모라는 1105년 이탈리아 베네벤토에서 태어났다. 그의 아버지는 귀족인 사르토리우스 디 모라이다. 젊은 나이에 그는 랑의 시토회 또는 몬테카시노의 베네딕도회에 입회하여 수사가 되었다. 알베르토는 나중에 20~30세 즈음에 프레몽트레회에 입회한 것으로 추정된다. 그는 랑의 성 마르티노 수도원의 의전율수사가 되었다가 볼로냐에서 교회법을 가르치는 교수가 되었다.

## 추기경
1156년 교황 하드리아노 4세는 그를 산타드리아노 성당의 부제급 추기경에 서임했으며, 1158년 3월 14일에는 산 로렌초 인 루치나 성당의 사제급 추기경에 서임하였다. 1160년경 교황 알렉산데르 3세의 교황 특사로서 유럽 전역을 순회하며 교회법을 가르쳤으며, 포르투갈에 가서 아폰수 2세의 대관식을 집전하였다. 또한 그는 1163년 신성 로마 제국의 프리드리히 1세 황제와의 화해를 달성했다. 알렉산데르 3세는 그를 잉글랜드로 보내 토머스 베켓 대주교가 살해당한 사건을 조사하도록 하고, 아브랑슈 교회회의에서 대주교를 살해한 죄를 참회한 헨리 2세 왕을 용서해 주었다. 1177년부터 1179년 동안 알베르토는 이탈리아에서 교황 사절로 활동하던 와중인 1178년 2월 교황청 상서원장이 되었다. 상서원장이 된 그는 황제를 상대로 회유책을 주로 구사했다. 트리어의 주교 임명을 놓고 그는 교황 측 후보인 카르덴의 폴마르와 황제 측 후보인 비드의 루돌프 모두 후보직에서 사퇴하고 트리어 교구의 사제들이 새로 선출하게 하자고 주장했지만, 교황 우르바노 3세로부터 기각당했다. 그가 고안한 문체 양식은 교황 문서 작성 체계에 사용되었다. 알베르토는 교황으로 선출되기 며칠 전에 고향인 베네벤토에 수도원을 세웠다.

## 교황
1187년 10월 21일 교황 우르바노 3세가 선종한 지 하루만에 알베르토 디 모라가 교황으로 선출되어 교황 그레고리오 7세를 존경하는 의미에서 그레고리오 8세라는 이름을 선택하였다. 그 해 10월 25일 교황으로 즉위하였다. 과거 프리드리히 1세와 협상한 전력으로 인해 교황청과 신성 로마 제국의 관계가 다시 우호적인 관계로 돌아섰다. 하틴 전투에서 예루살렘 왕국의 십자군이 패배하자 그레고리오 8세는 교황 칙서 《Audita tremendi》를 발표하여 제3차 십자군 원정을 호소하였다. 그레고리오 8세는 피사로 가서 시민들에게 제노바에 대한 미움을 버리고 두 도시가 함께 연합 함대를 구성해 십자군 원정에 참전해 달라고 설득하였다. 그는 피사로 가던 중에 루카에 들러 대립교황 빅토르 4세의 시신이 매장된 성당에게 그의 무덤을 빼라고 지시하였다.

## 죽음
그레고리오 8세는 교황으로 즉위한지 불과 57일 만인 1187년 12월 17일 피사에서 선종하였다. 그의 시신은 피사 대성당에 안장되었다. 조셉 S. 브러셔는 “그레고리오 8세의 치세는 짧지만 영광스러운 시대였다.”고 평가하였다.

## 같이 보기
- 교황 목록